# Alfredo Bosi
Alfredo Bosi (* 26. August 1936 in São Paulo; † 7. April 2021 ebenda) war ein brasilianischer Hochschullehrer, Literaturwissenschaftler und -kritiker.

## Leben
Alfredo Bosi, dessen Eltern aus Italien stammten, graduierte an der Universität von São Paulo (USP) in Neulateinischer Literatur und verbrachte ab 1960 zwei Jahre als Stipendiat in Florenz. Nach seiner Rückkehr lehrte er zehn Jahre Italienische Literatur an der USP.
Schon 1964 promovierte er mit der Schrift A Narrativa de Pirandello und verteidigte seine Lehrberechtigung sechs Jahre später mit einer Habilitationsschrift über Giacomo Leopardi mit dem Titel Mito e Poesia em Leopardi. Während dieser Zeit verstärkte sich sein Interesse an der Literatur Brasiliens, was sich 1966 in dem Werk O pré-modernismo sowie 1970 in História concisa da literatura brasileira (Kurze Geschichte der brasilianischen Literatur) niederschlug. Ab 1972 wechselte er zum Fach Brasilianische Literatur der Faculdade de Filosofia, Letras e Ciências Humanas an der Universität von São Paulo.
Zunächst Vizedirektor des Instituto de Estudos Avançados von 1987 bis 1997, wurde er dann bis 2001 dessen Direktor. Zusätzlich übernahm er eine Vielzahl von Positionen in universitären und kulturellen Gremien und als Beirat in Zeitschriften. Ab 1989 war er Herausgeber der Zeitschrift Estudos avançados (Fortgeschrittene Studien), in der auch zahlreiche seiner Essays erschienen sind.
Mehrere seiner Werke erschienen in hoher Auflage; darunter erlebte die História concisa da literatura brasileira 2010 die 45. Auflage und sein mehrfach prämiertes O ser e o tempo da poesia (Das Sein und das Tempo der Poesie) wurde 2010 in 8. Auflage veröffentlicht. Neben diesen Monografien publizierte er zahlreiche Essays in geisteswissenschaftlichen Zeitschriften.
Seine Ehefrau war seit 1961 Ecléa Bosi geb. Frederico (1936–2017), Sozialpsychologin, Schriftstellerin und Professorin am Psychologischen Institut der USP. Aus der Ehe gingen zwei Kinder hervor: Viviana Bosi, Professorin für Literaturtheorie an der USP, und José Alfredo Bosi, Professor der Wirtschaftswissenschaften.
Zu seinen Lebzeiten wurde keines seiner Werke ins Deutsche übersetzt.
Bosi starb im April 2021 im Alter von 84 Jahren in São Paulo an den Folgen einer COVID-19-Erkrankung.

## Ehrungen
- 1977 „Melhor Ensaio“ der „Associação Paulista de Críticos de Arte“ für sein Werk O Ser o Tempo da Poesia
- 1992 „Melhor Ensaio“ für sein Werk Dialética da Colonização
- 1992 „Homem de Idéias“, verliehen vom Jornal do Brasil
- 1993 Prêmio Jabuti

Alfredo Bosi wurde am 20. März 2003 in die Academia Brasileira de Letras, eine brasilianische Literaturgesellschaft mit Sitz in Rio de Janeiro, aufgenommen. Er war in der Nachfolge von Lucas Moreira Neves der siebte Inhaber des nach França Júnior benannten Sitzes Nummer 12.

## Werke
Ein umfangreiches Literaturverzeichnis findet sich auf den Seiten der Academia Brasileira de Letras.
- O pré-modernismo. Editora Cultrix, São Paulo 1966. (5. Auflage 1979). (A literatura brasileira. 5).
- História concisa da literatura brasileira. Editora Cultrix, São Paulo 1970. (45. Auflage: 2010)
  - Spanische Ausgabe: Historia concisa de la literatura brasileña. Fondo de Cultura Económica, México 1983.
- O conto brasileiro contemporâneo. Editora Cultrix, São Paulo 1975. (17. Auflage: 2004).
- As letras na Primeira República em O Brasil republicano. DIFEL, São Paulo 1977.
- O ser e o tempo da poesia. Companhia das Letras/Cultrix, São Paulo 1977. (8. Auflage 2010, ISBN 85-359-0019-5).
- Universidade. Panorama e perspectivas. Konrad-Adenauer-Stiftung, São Paulo 2000, ISBN 85-7504-002-2.
- Reflexões sobre a arte. Editora Ática, São Paulo 1985. (7. Auflage: 2002).
- Céu, inferno. Ensaios de crítica literária e ideológica. Editora Atica, São Paulo 1988.
- Dialética da colonização. Companhia das Letras, São Paulo 1992, ISBN 85-7164-276-1. (4. Auflage: 2001).
  - Französische Ausgabe: Culture Brésilienne. Une Dialectique de la Colonisation. L’Harmattan, Paris 2000.
  - Spanische Ausgabe: Cultura brasileira. Una dialéctica de la clonización. Ed. Universidad de Salamanca, Salamanca 2005, ISBN 84-7800-494-7.
- O tempo e os tempos em Tempo e história. Companhia das Letras, São Paulo 1992.
- Leitura de poesia. Editora Atica, São Paulo 1996, ISBN 85-08-06121-8.
- Machado de Assis. O enigma do olhar. Editora Atica, São Paulo 1999, ISBN 85-08-07273-2. (4. Auflage: 2007).
- Literatura e resistência. Companhia das Letras, São Paulo 2002, ISBN 85-359-0283-X.
- Brás Cubas em três versões. Estudos machadianos. Companhia das Letras, São Paulo 2006, ISBN 85-359-0856-0.
- Ideologia e Contraidelogia. Temas e variações. Companhia das Letras, São Paulo 2010, ISBN 978-85-359-1630-0.
- Entre a literatura e a história. Editora 34, São Paulo 2013, ISBN 978-85-7326-532-3.